# I'm Not the Only One
«I'm Not the Only One» (‘No soy el único’) es una canción del cantante británico Sam Smith. Fue lanzado en el Reino Unido como descarga digital el 31 de agosto de 2014, como el cuarto sencillo de su álbum debut, In the Lonely Hour (2014). La canción fue escrito por Sam Smith y Jimmy Napes.

## Video musical
El vídeo musical oficial de «I'm Not the Only One» fue dirigido por Luke Monaghan. Fue lanzado en YouTube el 1 de agosto de 2014. El video musical cuenta con Dianna Agron de Glee como una novia despechada y Chris Messina de The Mindy Project como la causa y la cura para el dolor de su corazón. Piezas de carácter de Dianna junto a indiscreciones de su marido. Diana procede a descorchar una botella de vino blanco en el medio de su tienda de licores del barrio, bebe para alejar sus problemas, y luego, eventualmente prende fuego a las posesiones de Chris. Al final del video, le da la bienvenida a casa como si nada hubiera pasado.

## Recepción comercial
La canción tuvo éxito comercial en varios países, alcanzando el número uno en la lista británica UK Singles Chart y número cinco en el Billboard Hot 100 en los Estados Unidos, dándole a Smith su tercer sencillo top 10 en el país. Con tres sencillos top 10, Sam Smith se convirtió en el tercer artista con más sencillos top 10 del 2014, sólo detrás de Iggy Azalea con tres también y Ariana Grande con cuatro. El sencillo también alcanzó top 10 en Canadá, Nueva Zelanda, Escocia y Sudáfrica y otros países. Hasta junio de 2015, la canción ha vendido 2 300 000 copias en los Estados Unidos.

## Lista de canciones
- Descarga digital (remix)

1. "I'm Not the Only One" featuring A$AP Rocky — 3:42

- Descarga digital (EP)

1. «I'm Not the Only One» (Radio Edit) — 3:24
2. «I'm Not the Only One» (Armand Van Helden Remix) — 6:35
3. «I'm Not the Only One» (Grant Nelson Remix) — 6:47
4. «I'm Not the Only One» (Armand Van Helden's 'DAT SHIZNIT IZ SLAMMIN' Remix) — 4:06

## Posicionamiento en listas
| Listas (2014-2015)                                        | Mejor posición |
| --------------------------------------------------------- | -------------- |
| Alemania (Media Control AG)                               | 39             |
| Australia (ARIA)                                          | 11             |
| Austria (Ö3 Austria Top 40)                               | 15             |
| Bélgica (Flandes) (Ultratop 50)                           | 13             |
| Bélgica (Valonia) (Ultratop 50)                           | 18             |
| Canadá (Canadian Hot 100)                                 | 2              |
| Dinamarca (Tracklisten)                                   | 5              |
| Escocia (Scottish Singles Sales Chart)                    | 6              |
| Eslovaquia (Rádio Top 100)                                | 47             |
| Eslovaquia (Rádio Top 100) featuring A$AP Rocky           | 7              |
| Eslovaquia (Singles Digitál Top 100)                      | 16             |
| Eslovaquia (Singles Digitál Top 100) featuring A$AP Rocky | 4              |
| España (Top 100 Canciones)                                | 16             |
| Estados Unidos (Billboard Hot 100)                        | 5              |
| Estados Unidos (Adult Contemporary)                       | 5              |
| Estados Unidos (Adult Top 40)                             | 3              |
| Estados Unidos (Mainstream Top 40)                        | 4              |
| Francia (SNEP)                                            | 15             |
| Hungría (Rádiós Top 40)                                   | 15             |
| Irlanda (IRMA)                                            | 6              |
| Italia (FIMI)                                             | 10             |
| Japón (Japan Hot 100)                                     | 72             |
| México Inglés Airplay (Billboard)                         | 1              |
| Nueva Zelanda (Recorded Music NZ)                         | 3              |
| Noruega (VG-lista)                                        | 21             |
| Países Bajos (Dutch Top 40)                               | 16             |
| Países Bajos (Mega Single Top 100)                        | 3              |
| Polonia (Polish Airplay Top 100)                          | 2              |
| Reino Unido (UK Singles Chart)                            | 3              |
| República Checa (Rádio Top 100) featuring A$AP Rocky      | 31             |
| Sudáfrica (EMA)                                           | 1              |
| Suecia (Sverigetopplistan)                                | 13             |
| Suiza (Schweizer Hitparade)                               | 13             |

| Listas (2014)                     | Posición |
| --------------------------------- | -------- |
| Australia (ARIA)                  | 56       |
| Canadá (Canadian Hot 100)         | 63       |
| Nueva Zelanda (Recorded Music NZ) | 18       |